# Zhang Xuan
Dans ce nom chinois, le nom de famille, Zhang, précède le nom personnel.
Pour les articles homonymes, voir Zhang.

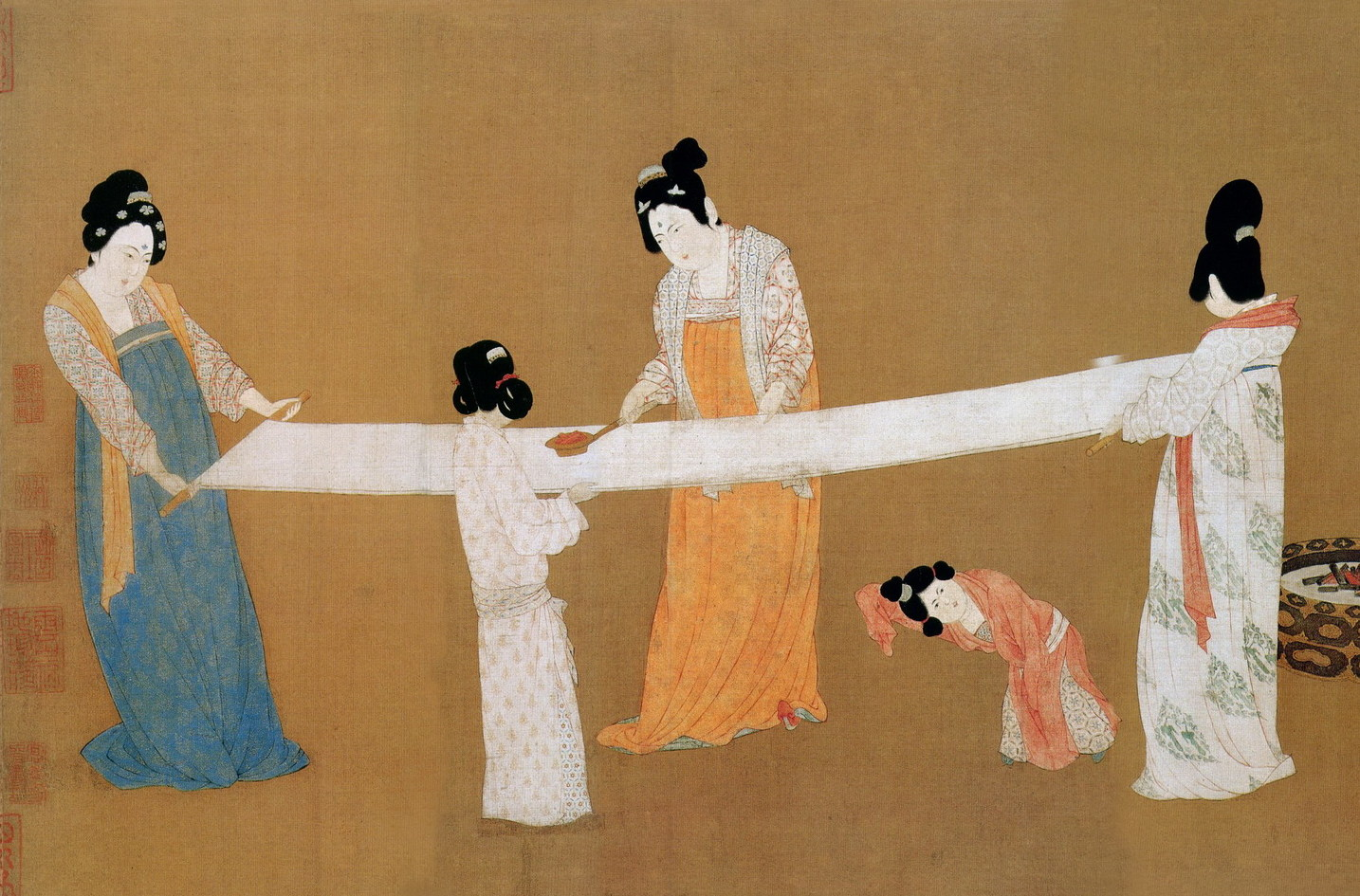
Détail: Apprêts de la soie par les dames de la cour, d'après Zhang Xuan.

Zhang Xuan ou Chang Hsüan ou Tchang Siuan, peintre chinois du VIIIe siècle, originaire de Changan, province du Shaanxi. Sa date de naissance et celle de son décès ne sont pas connues. On sait cependant que sa période d'activité qui se situe de 714 à 742, est évaluée par la datation de ses œuvres et de documents s'y rapportant.

## Biographie artistique
Zhang Xuan est l'un des plus célèbres peintres à la mode pendant l'ère Kaiyuan au VIIIe siècle, particulièrement apprécié pour ses peintures de femmes élégantes et de jeunes nobles à cheval ou dans les jardins palatiaux. Il se place sur le même plan que Zhou Fang, spécialiste lui aussi de portraits des dames du palais et actif dans la même période que Zhang. Assez conservateurs par rapport au grand Wu Daozi leur contemporain, ils s'en tiennent toujours au contour mince et aux pigments minéraux très vifs.

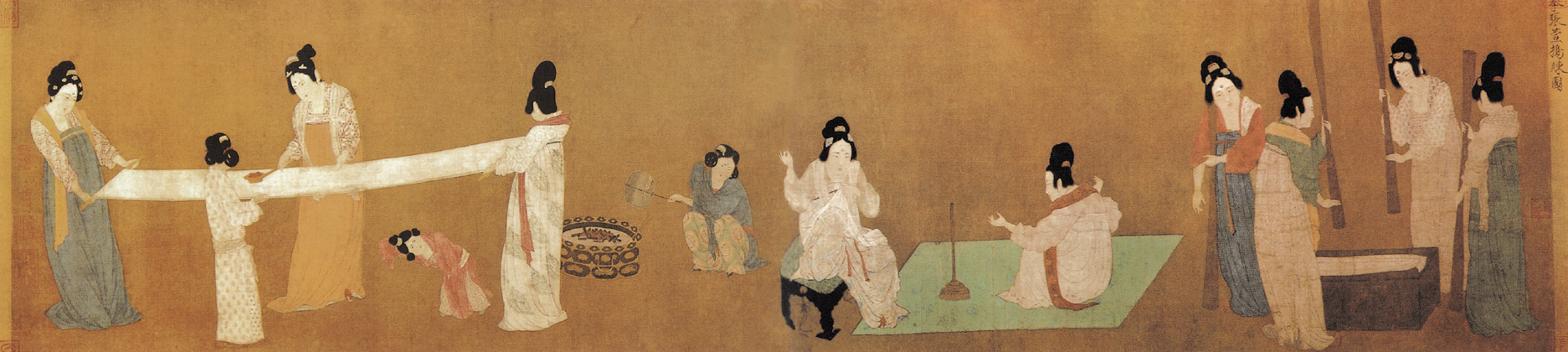
Apprêts de la soie par les dames de la cour copie d'après Zhang Xuan.

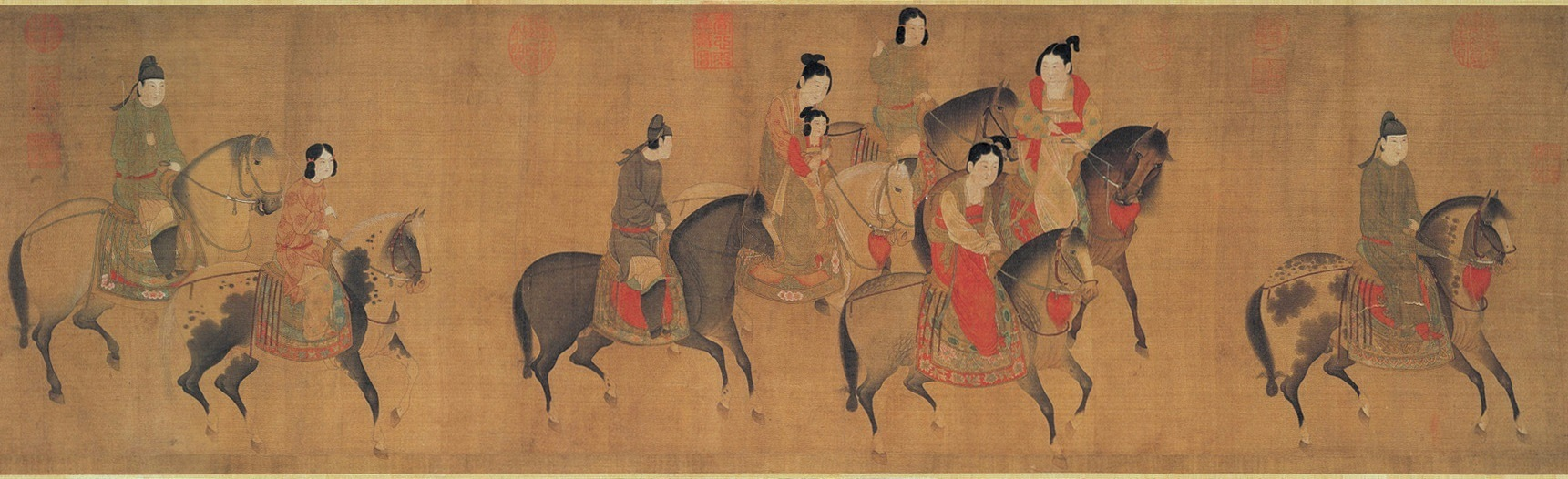
Dame Guoguo partant faire une promenade à cheval d'après Zhang Xuan.

## Les artistes sous lesTang
Le règne de l'empereur Minghuang (712-756) est généralement considéré comme la période la plus brillante de toute l'histoire chinoise. Comme Zhang Xuan, beaucoup de ses contemporains vivent au même moment dans l'entourage de l'empereur, grand protecteur des arts. On peut citer entre beaucoup d'autres, les poètes Wang Wei (699-759), Li Bai (Li Bo : 701-762) et Du Fu (712-770) – les peintres Wu Daozi (en activité v. 710-760), Zhang Xuan (en activité 714-742) et Han Gan (v. 720 v. 780) – les calligraphes Yan Zhenqing (709-785), Zhang Xu (en activité 714-742) et Huaisu (725-785) et, sans omettre un cas très particulier dans ce régime impérial, Lu Hong (actif 713-741), un taoïste reclus sur le mont Song, près de Luoyang.

## Style de mode sous lesTang
L'image de la beauté idéale, aux formes pleines, se répand d'un bout à l'autre du pays et même au-delà des frontières – des peintures sur soie représentant ce type de femme se retrouvent au Japon aussi bien qu'en Asie centrale. Cet essor explique l'apparition de Zhang Xuan et Zhou Fang, deux maîtres du genre. À travers eux, l'image de la dame de cour devient un thème reconnu du grand art. L'aîné des deux, Zhang Xuan, est peu connu sous les Tang. Zhang Yanyuan le décrit en une seule phrase : « Zhang Xuan aime à peindre les femmes et les enfants ». Zhu Jingxuan laisse sur lui une note plus longue, mais il le range au deuxième échelon d'un système hiérarchique à trois niveaux,.
Zhang Xuan devient incontournable dans les études ultérieures sur la peinture Tang, en majeure partie à cause de l'existence de deux célèbres copies de ses œuvres, toutes deux attribuées à l'illustre artiste Song, l'empereur Huizong. La double paternité de ces rouleaux pose le problème de savoir dans quelle mesure nous pouvons les utiliser pour témoigner de l'art de Zhang Xuan. Selon James Cahill, ils sont au mieux des ré-interprétations Song d'œuvres de Zhang Xuan. Leur composition doit se conformer à celle des originaux, mais le style pictural – le coloriage opaque, les images sans relief et tout particulièrement la netteté méticuleuse des détails ornementaux – reflète le goût caractéristique de l'Académie de peinture de Huizong. L'une des peintures représente Dame Guoguo – une sœur cadette de Yang Guifei, pas moins célèbre pour sa beauté et sa dissipation – faisant une excursion à cheval, au printemps,.
L'autre est centrée sur un aspect totalement différent de la vie du gynécéeimpérial. Trois groupes de dames de la cour sont occupées à préparer de la soie fraîchement tissée, mais il ne faut pas confondre ces activités avec la véritable production de la soie ou avec le travail quotidien des tisserands ordinaires.

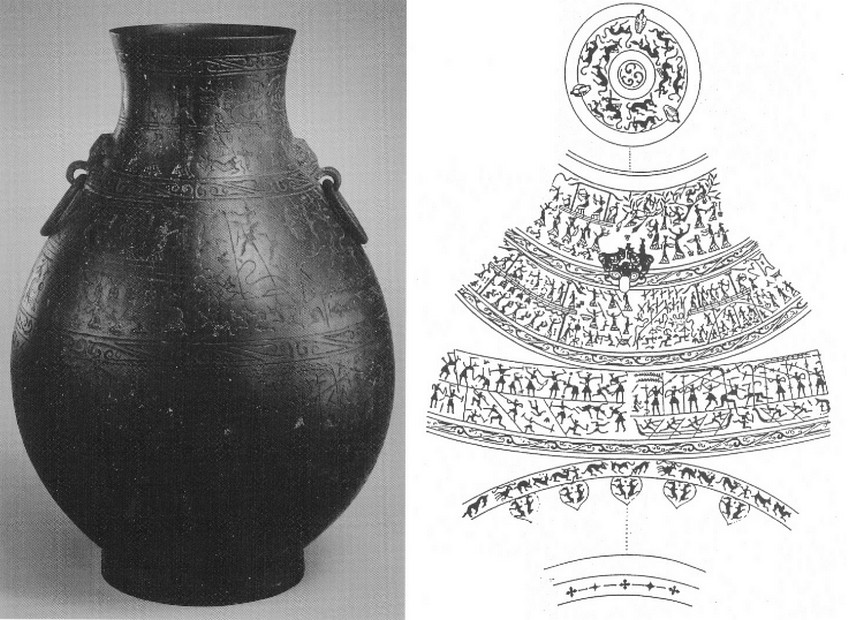
Récipient en bronze hu, et dessin de l'ornementation Anonyme. fig. 10.

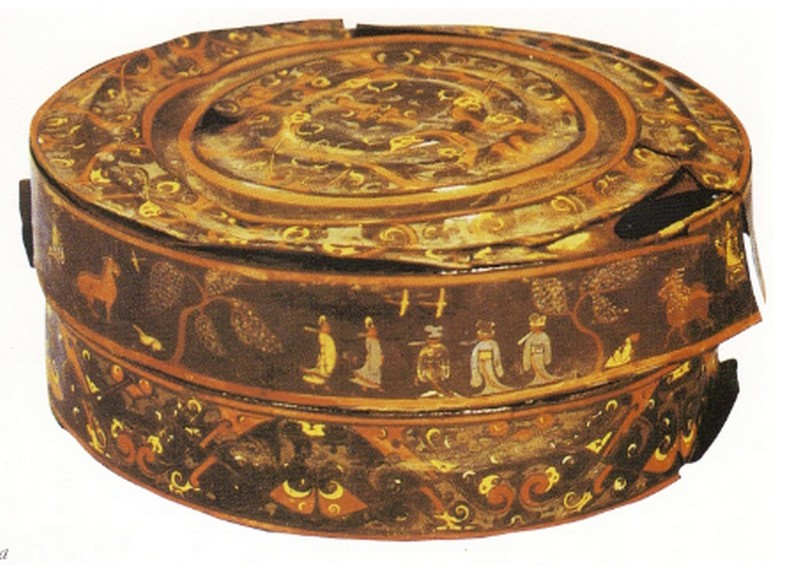
Boite laquée, tombe 2 de Baoshan Anonyme. fig. 9

Dans l'ancienne cour de Chine, le tissage de la soie est principalement une activité rituelle ; les dames du palais sont chargées des cérémonies annuelles de ramassage des feuilles de mûrier et de préparation du fil de soie. La représentation de ces activités est une tradition dont on retrouve des traces au VIe siècle ou Ve siècle avant notre ère (cf. fig. 10). Ces scènes, sujets de décoration d'objets en bronze, de reliefs sur pierre et de peintures sur rouleau, servent à définir le statut et le rôle symboliques des dames de cour. Dans la composition, les deux œuvres suivent des modèles différents. La peinture de l'excursion de dame Guoguo relève apparemment de la tradition jadis honorée de la peinture de cavaliers et procession de chars. (cf. figs. 9, 25, 31). 
Elle rappelle en particulier une grande scène de chasse de la tombe de Li Xian qui, de la même façon, commence par quelques cavaliers marchand en tête d'une vaste équipée royale. De son côté, Apprêts de la soie par les dames de la cour perpétue la tradition des Exhortations de la préceptrice de la cour aux dames du palais, où les personnages forment des unités spatiales autonomes à l'intérieur de la peinture (cf. fig. 39). Durant des siècles, les spectateurs sont confondus par la composition hautement sophistiquée d'Apprêts de la soie par les dames de la cour. En ouvrant le rouleau, on découvre quatre femmes entourant un récipient rectangulaire, « telle une séquence de quatre phases lunaires ». Leurs gestes et mouvements subtils s'équilibrent mutuellement ; leur station debout et les pilons dans leurs mains accentuent la verticalité.
Au contraire, la seconde scène montre des personnages assis sur le sol. Avec une dame qui coud et une autre qui tisse, l'image clé est à présent celle des délicats fils de soie et non des lourds mortiers. Le troisième et dernier tableau se fait l'écho de la première scène. À nouveau, il contient quatre femmes debout, disposées comme les quatre phases de la lune. Mais celles-ci tendent un rouleau de soie blanche ; la tension du rouleau de soie à l'horizontale devient le point de focalisation. La peinture est ainsi une composition tripartite typique, comme le sont les œuvres de Zhou Fang, le disciple de Zhang Xuan.
Sur la relation entre Zhang Xuan et Zhou Fang, Zhang Yanyuan écrit de manière explicite : « Au début, Zhou Fang imite la peinture de Zhang Xuan, mais après, il devient quelque peu différent. Il atteint la perfection dans le style, consacrant tout son art à représenter des gens riches et prestigieux, évitant toute réminiscence de vie villageoise rustique. Bien qu'il classe les deux peintres dans le même genre, cet exposé révèle leurs positions historiques différentes : Zhang Xuan vit à une époque où l'imagerie des dames de la cour reste encore à styliser, Zhou Fang à une époque où les personnages atteignent le summum de la stylisation. On peut par conséquent comprendre pourquoi Zhang Xuan reste plutôt dans l'ombre, alors que Zhou Fang est placé au-dessus de tous les maîtres Tang (y compris Yan Liben, Li Sixun et d'autres), à l'exception de Wu Daozi.

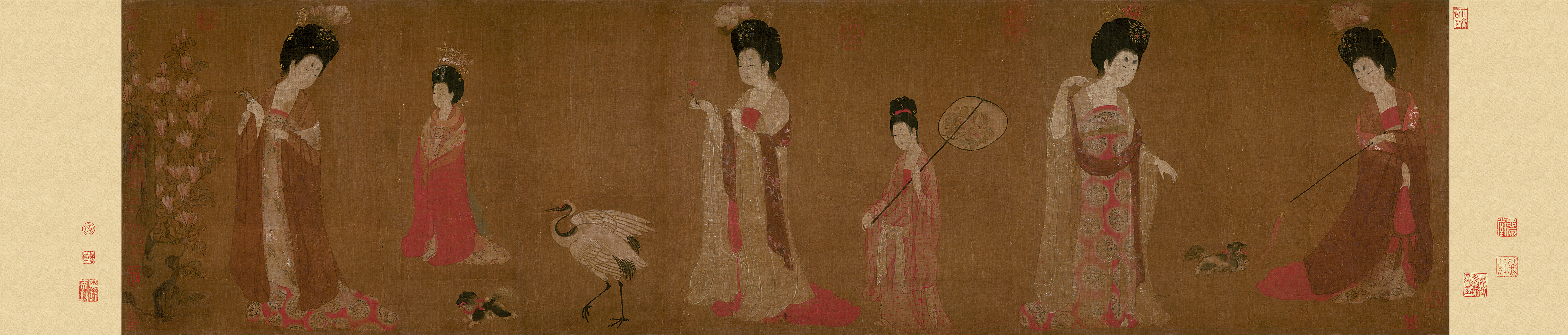
Dames de la cour portant des coiffures fleuries attribuée à Zhou Fang.

Les copies ultérieures des œuvres de Zhou Fang n'étayent guère ce verdict flatteur, ainsi qu'on peut le voir avec une peinture intitulée Dames de la cour portant des coiffures fleuries (Zanhua shinü tu),  identifiée avec assez de certitude comme une œuvre authentique de la dynastie des Tang – de Zhou Fang lui-même ou de l'un de ses disciples – pour nous permettre d'entrevoir le stupéfiant niveau d'accomplissement du portrait féminin à la dynastie des Tang.

## Favorites et nobles dames
Le nom de Han Gan reste rattaché à la peinture des chevaux. Celui de Zhang Xuan l'est à celle des nobles dames. Il arrive que Han peint des portraits et Zhang des chevaux de selle quand il représente la dame Guoguo sortant à cheval avec deux de ses sœurs. Les vêtements de soie ornés de dessins bleu et vert sur fond blanc, or sur fond vert, sont somptueux. Les chevaux sont magnifiques. La dame Guoguo est l'une des sœurs de Yang Yuhuan, la très célèbre favorite. Elle mène avec ses cousins, Yang Guozhong en particulier, une vie dissolue.
Zhang Xuan excelle à l'esquisse, il donne vie aux scènes qu'il figure par quelques touches posées ici et là. Il illustre avec vérité la vie de Cour dans le cadre enchanteur des pavillons et des terrasses, des arbres, des fleurs et des oiseaux. La profondeur de sa pensée, l'attention qu'il apporte dans l'observation se révèle dans toutes ses compositions.